# Kullar (Republika Dagestán)
Kullar (rusky: Куллар) je vesnice v okrese Derbentsky v Dagestánské republice v Rusku. V roce 2019 byla populace 2 160 obyvatel. Je zde 59 ulic.

## Geografie
Nachází se 28 km jižně od Derbentu. Nejbližší vesnice jsou Kartas-Kazmalyar a Kumuk.

## Národnosti
Žijí zde Lezgové, Tabasaranové a Ázerbájdžánci.